# Straßenradsport-Weltmeisterschaften/Einzelzeitfahren der Juniorinnen
Das Einzelzeitfahren der Juniorinnen ist ein Wettbewerb bei den Straßenradsport-Weltmeisterschaften. Es wurde 1994 eingeführt, zusammen mit dem Einzelzeitfahren der anderen damals bestehenden Alterskategorien, d. h. der Männer, der Frauen und der Junioren. Es fand seitdem jedes Jahr statt, ausgenommen 2020, als das WM-Programm aufgrund der Corona-Pandemie stark zusammengestrichen wurde. Die zurückzulegende Distanz beträgt in der Regel zwischen 10 und 15 Kilometern.
Von 1996 bis 2015 erhielten die Siegerinnen eine spezielle Variante des Regenbogentrikots mit einer Stoppuhr auf den Bruststreifen.

## Palmarès
| Jahr | Austragungsort                      | Gold                                | Silber                              | Bronze                              |
| ---- | ----------------------------------- | ----------------------------------- | ----------------------------------- | ----------------------------------- |
| 1994 | Quito                               | Chiara Mariani                      | Evi Gensheimer                      | Ita Krijanowskaja                   |
| 1995 | San Marino                          | Linda Visentin                      | Christina Becker                    | Tetjana Stjaschkina                 |
| 1996 | Novo mesto                          | Rachel Linke                        | Natascha Klewitz                    | Samanta Loschi                      |
| 1997 | San Sebastián                       | Olga Sabelinskaja                   | Sylvia Hübscher                     | Maria Cagigas Amedo                 |
| 1998 | Valkenburg                          | Trixi Worrack                       | Olga Sabelinskaja                   | Geneviève Jeanson                   |
| 1999 | Treviso                             | Geneviève Jeanson                   | Juliette Vandekerckhove             | Trixi Worrack                       |
| 2000 | Plouay                              | Juliette Vandekerckhove             | Katherine Bates                     | Bertine Spijkerman                  |
| 2001 | Lissabon                            | Nicole Cooke                        | Natalia Bojarskaja                  | Diana Elmentaitė                    |
| 2002 | Zolder                              | Anna Zugno                          | Tatiana Guderzo                     | Claudia Hecht                       |
| 2003 | Hamilton                            | Bianca Knöpfle                      | Loes Markerink                      | Iris Slappendel                     |
| 2004 | Bardolino                           | Tereza Huříková                     | Rebecca Much                        | Amanda Spratt                       |
| 2005 | Oberwart                            | Lisa Brennauer                      | Tereza Huříková                     | Mie Bekker Lacota                   |
| 2006 | Spa-Francorchamps                   | Rebecca Spence                      | Lessja Kalytowska                   | Mie Bekker Lacota                   |
| 2007 | Aguascalientes                      | Josephine Tomic                     | Walerija Kononenko                  | Jerika Hutchinson                   |
| 2008 | Kapstadt                            | Maria Grandt Petersen               | Walerija Kononenko                  | Laura Dittmann                      |
| 2009 | Moskau                              | Hanna Solowej                       | Pauline Ferrand-Prévot              | Jelysaweta Oschurkowa               |
| 2010 | Offida                              | Hanna Solowej                       | Pauline Ferrand-Prévot              | Amy Cure                            |
| 2011 | Kopenhagen                          | Jessica Allen                       | Elinor Barker                       | Mieke Kröger                        |
| 2012 | Valkenburg                          | Elinor Barker                       | Cecilie Ludwig                      | Demi de Jong                        |
| 2013 | Florenz                             | Séverine Eraud                      | Alexandria Nicholls                 | Alexandra Manly                     |
| 2014 | Ponferrada                          | Macey Stewart                       | Pernille Mathiesen                  | Anna-Leeza Hull                     |
| 2015 | Richmond                            | Chloé Dygert                        | Emma White                          | Anna-Leeza Hull                     |
| 2016 | Doha                                | Karlijn Swinkels                    | Lisa Morzenti                       | Juliette Labous                     |
| 2017 | Bergen                              | Elena Pirrone                       | Alessia Vigilia                     | Madeleine Fasnacht                  |
| 2018 | Innsbruck                           | Rozemarijn Ammerlaan                | Camilla Alessio                     | Elynor Bäckstedt                    |
| 2019 | Harrogate                           | Aigul Garejewa                      | Shirin van Anrooij                  | Elynor Bäckstedt                    |
| 2020 | nicht ausgetragen (Corona-Pandemie) | nicht ausgetragen (Corona-Pandemie) | nicht ausgetragen (Corona-Pandemie) | nicht ausgetragen (Corona-Pandemie) |
| 2021 | Brügge                              | Aljona Iwantschenko                 | Zoe Bäckstedt                       | Antonia Niedermaier                 |
| 2022 | Wollongong                          | Zoe Bäckstedt                       | Justyna Czapla                      | Febe Jooris                         |
| 2023 | Stirling                            | Felicity Wilson-Haffenden           | Isabel Sharp                        | Federica Venturelli                 |
| 2024 | Zürich                              | Cat Ferguson                        | Viktória Chladoňová                 | Imogen Wolff                        |

## Medaillenspiegel
| Platz  | Land               | Gold | Silber | Bronze | Gesamt |
| ------ | ------------------ | ---- | ------ | ------ | ------ |
| 1      | Australien         | 5    | 2      | 6      | 13     |
| 2      | Italien            | 4    | 4      | 2      | 10     |
| 3      | Großbritannien     | 4    | 3      | 3      | 10     |
| 4      | Deutschland        | 3    | 5      | 5      | 13     |
| 5      | Russland           | 3    | 2      | 1      | 6      |
| 6      | Ukraine            | 2    | 3      | 2      | 7      |
| 7      | Frankreich         | 2    | 3      | 1      | 6      |
| 8      | Niederlande        | 2    | 2      | 3      | 7      |
| 9      | Dänemark           | 1    | 2      | 2      | 5      |
| 10     | Vereinigte Staaten | 1    | 2      | 1      | 4      |
| 11     | Tschechien         | 1    | 1      | 0      | 2      |
| 12     | Kanada             | 1    | 0      | 1      | 2      |
| 13     | Neuseeland         | 1    | 0      | 0      | 1      |
| 14     | Slowakei           | 0    | 1      | 0      | 1      |
| 15     | Belgien            | 0    | 0      | 1      | 1      |
| 15     | Litauen            | 0    | 0      | 1      | 1      |
| 15     | Spanien            | 0    | 0      | 1      | 1      |
| Gesamt | Gesamt             | 30   | 30     | 30     | 90     |